# Les Vagabonds du rêve
Pour plus de détails, voir Fiche technique et Distribution.
Les Vagabonds du rêve est un film français réalisé par Charles-Félix Tavano, sorti en 1949.

## Fiche technique
- Titre : Les Vagabonds du rêve
- Réalisation : Charles-Félix Tavano
- Scénario et dialogues : Jean Faurez
- Décors : Claude Bouxin
- Photographie : Raymond Clunie
- Son : Georges Clément
- Musique : Charles Bailly et André Varel
- Montage : Georges Arnstam
- Sociétés de production : Eurociné, Paris-Nice Productions - Océan Films
- Tournage : du 17 janvier au 12 mars 1949
- Format :  Noir et blanc - 1,37:1 - 35 mm - Son mono
- Pays de production :  France
- Genre : Film dramatique
- Durée : 90 minutes
- Date de sortie :
  - France - 5 août 1949

## Distribution
- Françoise Rosay
- Raymond Cordy
- André Claveau
- Bernard Farrel
- Jean Lanier
- Paulette Laurent[1]
- Colette Darfeuil
- René Génin